# Norra Lövholmen
Norra Lövholmen är en ö i Finland. Den ligger i Bottenviken och i kommunen Karleby i den ekonomiska regionen  Karleby i landskapet Mellersta Österbotten, i den nordvästra delen av landet. Ön ligger nära Karleby och omkring 430 kilometer norr om Helsingfors.
Öns area är 3,8 hektar och dess största längd är 460 meter i sydöst-nordvästlig riktning. I omgivningarna runt Huhtalansaaret växer i huvudsak blandskog. Tillsammans med grannön i sydväst, Lövholmen, benämns den på finska: Huhtalansaaret.